# Самму

35°36′10″ пн. ш. 140°24′49″ сх. д. / 35.60278° пн. ш. 140.41361° сх. д.
Са́мму (яп. 山武市, さんむし, МФА: [sammu ɕi̥]) — місто в Японії, в префектурі Тіба.

## Короткі відомості
Розташоване в східній частині префектури, в центрі рівнини Кудзюкурі, на березі Тихого океану. Виникло на основі декількох сільських поселень раннього нового часу. Утворене 2006 року шляхом злиття населених пунктів повіту Самбу: містечок Наруто, Самбу, Мацуо й села Хасунума. Основою економіки є сільське господарство, вирощування полуниць та самбуських криптомерій. Станом на 1 жовтня 2008 площа міста становила 146,38 км². Станом на 1 січня 2009 населення міста становило 57 093 осіб.